# Альберштейн, Хава
Хава Альберштейн (ивр. חוה אלברשטיין‎; род. 8 декабря 1947, Щецин, Польша) — израильская певица, композитор, автор песенных текстов.

## Биография
Хава Альберштейн (при рождении Ева Альберштейн) родилась в 1947 году в Щецине, Польша. В возрасте 4 лет Хава прибыла с семьёй в Израиль. Самостоятельно научилась играть на гитаре. В 1964 году начала выступать в театре «Хамам» (Яффо). В 1965—1966 годах в армейском ансамбле «Лаакат ха-нахаль» (Ансамбль бригады НаХаЛь) была солисткой, начала исполнять и записывать песни, в том числе на идише. Первый альбом «Перах ха-лилах» («Цветок сирени») вышел в 1967 году.
До середины 80-х годов исполняла и записывала песни композиторов Моше Виленски, Мати Каспи, Нахума Хеймана, Нурит Хирш, Наоми Шемер, Шолома Секунды и многих других на стихи Эхуда Манора, Рахель, Леи Гольдберг, Натана Йонатана, Аарона Цейтлина и других.
Наиболее известны альбомы:
- «Ми ширей Рахель» («Из стихов Рахели», 1968),
- «Ми ширей эрец ахавати» («Из песен моей любимой родины», 1970, на стихи Леи Гольдберг),
- «Лу йеи» («Да будет так», 1973),
- «Кмо цемах бар» («Словно полевой цветок», 1975).

В альбомах «Меагрим» («Эмигранты», 1986), «Лондон» (1989 г.), «Моцаэй хаг» («На исходе праздника», 2003) Альберштейн стала автором большинства песен, автор ряда текстов — её муж режиссёр Надав Левитан. Записала несколько альбомов для детей, 5 альбомов на идише, среди них «Маргариткелах» («Маргариточки», 1969 г., NMC). Альбомы «The Man I love» («Любимый человек», NMC), «Foreign Letters» («Иностранные буквы», Auvidis) изданы за рубежом. Сотрудничала с начинающими музыкантами: Шломо Гронихом, Цвикой Пиком, Шем-Тов Леви, Дани Сандерсоном, а также с Максимом Леонидовым. Лучшие песни Альберштейн 60-70-х годов (16 альбомов) переведены на CD в серии «NMC Gold». За свою творческую жизнь она выпустила свыше 40 альбомов.
В исполнительской манере Альберштейн слышны влияния песен Земли Израиля и народных песен других стран, поп и рок музыки. Её голос кристально чистый, прозрачный, с мощным эмоциональным наполнением. Первой из израильских ивритских певцов она стала открыто петь и пропагандировать песни на идише. Многие авторские песни Альберштейн являются песнями протеста против войны, социального неравенства, несправедливости, их стиль близок бардам. Её называли «самой выдающейся израильской певицей» и «символом и совершенством ивритской песни». В феврале 2011 года была награждена премией АКУМ союза композиторов, писателей и издателей за дело жизни.

## Избранная Дискография
- «Перах ха-лилах» («Цветок сирени», 1967 г.), CBS Records
- «Ми ширей эрец ахавати» («Из песен моей любимой родины», 1970), CBS
- «Лу йеи» («Да будет так», Наоми Шемер), 1973 г., CBS
- «Кмо цемах бар[ивр.]» («Словно полевой цветок»), 1975 г., CBS Records
- Двойной альбом для детей «Ширу ахарай» («Пойте за мной»), 1982 г., CBS Records
- «Осеф идиш» («Сборный альбом на идише»), 1987 г., NMC
- Сборный альбом «Ми ширей эрец ахавати», 1990 г., NMC
- Рок-альбом «Лондон», 1989 г., NMC
- Сборный альбом «Адабер итха» («Я буду говорить с тобой»), 1997, NMC
- «The Well» («Колодец») с группой «Klezmatics», 1998, Xenophile
- Сборный альбом «Yiddish Songs» («Песни на идише»), 1999, EMI
- «Моцаэй хаг» («На исходе праздника»), 2003 г., NMC